# Joel Ward
Pour les articles homonymes, voir Joel Ward (football) et Ward.
Joel Ward (né le 2 décembre 1980 à Toronto, Ontario au Canada) est un joueur professionnel canadien de hockey sur glace.

## Carrière de joueur
Après quatre saisons avec le club d'Owen Sound dans la Ligue de hockey de l'Ontario, il décida d'aller poursuivre ses études à l'Université de l'Île du Prince-Édouard. Il en profita pour continuer à jouer au hockey avec le club de son université. Après ses études et une saison dans la Ligue américaine de hockey, le Wild du Minnesota manifesta son intérêt pour ses qualités de joueur. Il signa donc un contrat à deux volets avec cette équipe.
Il continua donc sa carrière professionnelle avec les Aeros de Houston de la LAH . En 2006-2007, il joua 11 parties avec le Wild, jouant le reste de la saison avec les Aeros. Au cours de l'été 2008, il se joignit aux Predators de Nashville où il disputa sa première saison complète dans la Ligue nationale de hockey.
Le 3 juillet 2015, il signe avec les Sharks de San José pour trois ans et un salaire de 9,83 millions de dollars.

## Statistiques
Pour les significations des abréviations, voir Statistiques du hockey sur glace.

### En club
| Saison     | Équipe                              | Ligue      |     | Saison régulière | Saison régulière | Saison régulière | Saison régulière | Saison régulière |    | Séries éliminatoires | Séries éliminatoires | Séries éliminatoires | Séries éliminatoires | Séries éliminatoires |
| Saison     | Équipe                              | Ligue      | PJ  | B                | A                | Pts              | Pun              | PJ               | B  | A                    | Pts                  | Pun                  |                      |                      |
| 1997-1998  | Platers d'Owen Sound                | LHO        | 47  | 8                | 4                | 12               | 14               | 11               | 1  | 1                    | 2                    | 5                    |                      |                      |
| 1998-1999  | Platers d'Owen Sound                | LHO        | 58  | 19               | 16               | 35               | 23               | 16               | 2  | 4                    | 6                    | 0                    |                      |                      |
| 1999-2000  | Platers d'Owen Sound                | LHO        | 63  | 23               | 20               | 43               | 51               | -                | -  | -                    | -                    | -                    |                      |                      |
| 2000-2001  | Attack d'Owen Sound                 | LHO        | 67  | 26               | 36               | 62               | 45               | 5                | 2  | 4                    | 6                    | 4                    |                      |                      |
| 2000-2001  | Ice Dogs de Long Beach              | WCHL       | -   | -                | -                | -                | -                | 8                | 0  | 0                    | 0                    | 0                    |                      |                      |
| 2001-2002  | Panthers de l'Île du Prince-Édouard | SIC        | 22  | 13               | 14               | 27               | 16               | -                | -  | -                    | -                    | -                    |                      |                      |
| 2002-2003  | Panthers de l'Île du Prince-Édouard | SIC        | 19  | 11               | 15               | 26               | 24               | -                | -  | -                    | -                    | -                    |                      |                      |
| 2003-2004  | Panthers de l'Île du Prince-Édouard | SIC        | 28  | 14               | 24               | 38               | 42               | -                | -  | -                    | -                    | -                    |                      |                      |
| 2004-2005  | Panthers de l'Île du Prince-Édouard | SIC        | 28  | 16               | 28               | 44               | 42               | 2                | 1  | 0                    | 1                    | 0                    |                      |                      |
| 2005-2006  | Aeros de Houston                    | LAH        | 66  | 8                | 14               | 22               | 34               | 8                | 4  | 2                    | 6                    | 4                    |                      |                      |
| 2006-2007  | Aeros de Houston                    | LAH        | 64  | 9                | 14               | 23               | 45               | -                | -  | -                    | -                    | -                    |                      |                      |
| 2006-2007  | Wild du Minnesota                   | LNH        | 11  | 0                | 1                | 1                | 0                | -                | -  | -                    | -                    | -                    |                      |                      |
| 2007-2008  | Aeros de Houston                    | LAH        | 79  | 21               | 20               | 41               | 47               | 4                | 0  | 2                    | 2                    | 0                    |                      |                      |
| 2008-2009  | Predators de Nashville              | LNH        | 79  | 17               | 18               | 35               | 29               | -                | -  | -                    | -                    | -                    |                      |                      |
| 2009-2010  | Predators de Nashville              | LNH        | 71  | 13               | 21               | 34               | 18               | 6                | 2  | 2                    | 4                    | 2                    |                      |                      |
| 2010-2011  | Predators de Nashville              | LNH        | 80  | 10               | 19               | 29               | 42               | 12               | 7  | 6                    | 13                   | 6                    |                      |                      |
| 2011-2012  | Capitals de Washington              | LNH        | 73  | 6                | 12               | 18               | 20               | 14               | 1  | 4                    | 5                    | 6                    |                      |                      |
| 2012-2013  | Capitals de Washington              | LNH        | 39  | 8                | 12               | 20               | 12               | 7                | 1  | 3                    | 4                    | 6                    |                      |                      |
| 2013-2014  | Capitals de Washington              | LNH        | 82  | 24               | 25               | 49               | 32               | -                | -  | -                    | -                    | -                    |                      |                      |
| 2014-2015  | Capitals de Washington              | LNH        | 82  | 19               | 15               | 34               | 30               | 14               | 3  | 6                    | 9                    | 2                    |                      |                      |
| 2015-2016  | Sharks de San José                  | LNH        | 79  | 21               | 22               | 43               | 28               | 24               | 7  | 6                    | 13                   | 16                   |                      |                      |
| 2016-2017  | Sharks de San José                  | LNH        | 78  | 10               | 19               | 29               | 30               | 6                | 1  | 3                    | 4                    | 4                    |                      |                      |
| 2017-2018  | Sharks de San José                  | LNH        | 52  | 5                | 7                | 12               | 20               | -                | -  | -                    | -                    | -                    |                      |                      |
| Totaux LNH | Totaux LNH                          | Totaux LNH | 726 | 133              | 171              | 304              | 261              | 83               | 22 | 30                   | 52                   | 42                   |                      |                      |

### En équipe nationale
Il représente le Canada au niveau international.
| Année | Compétition          |   | PJ | B | A | Pts | Pun      |  | Résultat |
| 2014  | Championnat du monde | 8 | 6  | 3 | 9 | 4   | 5e place |  |          |

## Transactions en carrière
- 27 septembre 2006 : signe un contrat comme agent libre avec le Wild du Minnesota.
- 14 juillet 2008 : signe un contrat comme agent libre avec les Predators de Nashville.
- 1er juillet 2011 : signe un contrat comme agent libre avec les Capitals de Washington.
- 3 juillet 2015 : signe un contrat comme agent libre avec les Sharks de San José.